# Finger Lakes

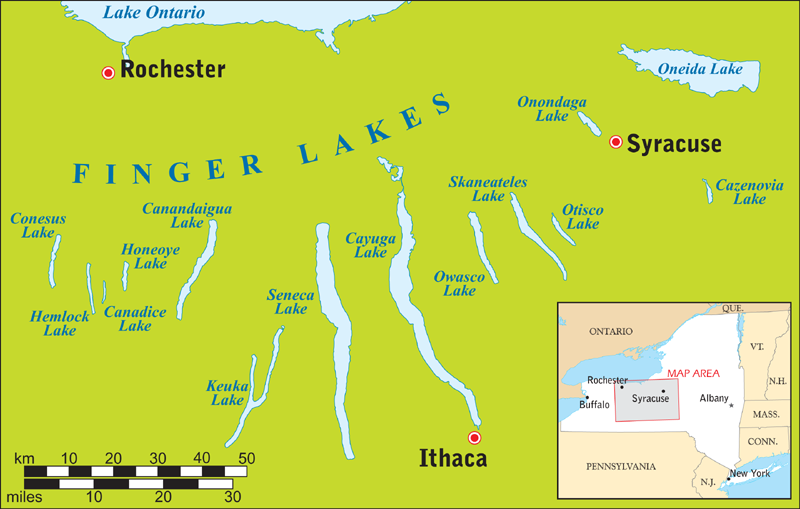
Karta över Finger Lakes

Finger Lakes är ett område med avlånga sjöar i Upstate New York som liknar fingrar, därav namnet. De två längsta sjöarna, Cayuga Lake och Seneca Lake, är några av de djupaste i USA. Området utgjorde irokesernas hemland innan de fördrevs av de europeiska bosättarna.
Området är känt bland annat för sina vinodlingar.